# Brogan
Brogan az Amerikai Egyesült Államok északnyugati részén, Oregon állam Malheur megyéjében, a 26-os út mentén, az ontariói agglomerációban elhelyezkedő statisztikai- és önkormányzat nélküli település. A 2010. évi népszámláláskor 90 lakosa volt. Területe 7,41 km², melynek 100%-a szárazföld.
A települést 1909-ben alapította a névadó D. M. Brogan; a postahivatal ugyanezen év április 23-án jött létre. Brogan a Union Pacific Railroad egykori Vale-től erre futó vasúti szárnyvonalának északi végén fekszik.

## Népesség
A 2010-es népszámláláskor  90 lakója, 41 háztartása és 26 családja volt. A népsűrűség 12,2 fő/km2. A lakóegységek száma 65, sűrűségük 8,8 db/km2. A lakosok 90%-a fehér,   2,2%-a ázsiai,  7,8%-a egyéb, . A spanyol vagy latino származásúak aránya 20% (20% mexikói,   )
A háztartások 12,2%-ában élt 18 évnél fiatalabb. 58,5% házas, 2,4% egyedülálló nő, 2,4% egyedülálló férfi, 36,6% pedig nem család. 26,8% egyedül élt; 4,4%-uk 65 éves vagy idősebb. Egy háztartásban átlagosan 2,2 személy élt; a családok átlagmérete 2,73 fő.
A medián életkor 50,5 év volt. Lakóinak 13,3%-a 18 évesnél fiatalabb, 3,3% 18 és 24 év közötti, 12,2%-uk 25 és 44 év közötti, 37,8%-uk 45 és 64 év közötti, 21,1%-uk pedig 65 éves vagy idősebb. A lakosok 47,8%-a férfi, 52,2%-a pedig nő.

## Fordítás
Ez a szócikk részben vagy egészben  a   Brogan, Oregon című angol Wikipédia-szócikk ezen változatának fordításán alapul.  Az eredeti cikk szerkesztőit annak laptörténete sorolja fel. Ez a jelzés csupán a megfogalmazás eredetét és a szerzői jogokat jelzi, nem szolgál a cikkben szereplő információk forrásmegjelöléseként.